# Kalininite
La kalininite est un minéral constitué d'un sulfure de chrome et de zinc, de formule chimique ZnCr2S4. Extrêmement rare, elle se présente sous la forme d'agrégats irréguliers de cristaux ressemblant à du laitier métallurgique, pouvant atteindre une longueur de 0,5 mm. Noire et opaque, elle est fortement magnétique. 
On trouve la kalininite dans des mélanges de grenat et de pyroxène, au sein de roches composées de diopside, de quartz et de calcite. La localité type de la kalininite est la carrière de marbre de Pereval, située à Slyudyanka dans la région du lac Baïkal, en Russie.  
La kalininite a été décrite pour la première fois par L. Z. Reznickij, E. V. Sklarov et Z. F. Ustschapovskaya en 1985, et approuvée par l'IMA qui lui a attribué le symbole Kal. Le topotype est conservé à l'Institut des mines de Saint-Pétersbourg. Reznickij et al. l'ont nommée en l'honneur de Pavel Vasilyevich Kalinine (ru) (1905-1981), un minéralogiste et pétrologue russe de l'Institut d'exploration géologique de Moscou, qui a étudié particulièrement la région du sud du lac Baïkal.

## Classification
La kalininite appartient au sous-groupe de la linnaéite, au groupe du thiospinelle et au supergroupe du spinelle.
Dans la classification de Strunz, le minéral (sous le code 2.DA.05), est référencé parmi les sulfures et sulfosaltes. Plus précisément, les sulfures de métaux (D) avec un rapport métallique à sulfurique (M:S) de 3:4. Dans la classification de Dana, 8e édition, répertorié (sous le code 2.10.1.13), indiquant également qu'il s'agit de sulfures, avec une formule générale de type AmBnXp, où le rapport (m+n):p est de 3:4.

## Chimie
De formule chimique ZnCr2S4, elle est faite de zinc (21,97 %), de chrome (34,94 %) et de soufre (43,09 %), avec une masse moléculaire de 297,65 g/mol. Elle est polymétallique, anhydre et magnétique.
Avant idéalisation de la formule, un total de 9 analyses à la microsonde sur 3 échantillons de minéraux naturels du type de matériau de la carrière de Pereval ont cependant donné une composition de masse moyenne légèrement différente de 18,89 % pour le zinc, 34,10 % pour le chrome et 42,22 % de soufre ainsi que des impuretés se montant en masse à 2,73 % de cuivre, 0,73 %, d'antimoine et 0,61 % de vanadium.

## Environnement et gisements
La kalininite se forme principalement lors de processus géologiques tels que la différenciation planétésimale, l'altération par des fluides hydrothermaux riches en métaux et le métamorphisme régional.
Elle se trouve dans des roches composées de diopside, quartz et calcite. Elle est souvent associée à d'autres minéraux comme la barytine, la calcite, l'eskolaïte, la goldmanite, la pyrite, la trémolite et l'uvarovite.
La kalininite est un minéral secondaire formé à la suite de l'altération et/ou du métamorphisme de roches dans des environnements géologiques spécifiques. Sa formation s'inscrit dans le cadre des stades paragénétiques 2 et 5. Le stade 2, qui correspond à la différenciation et à l'altération des planétésimaux, remonte à environ 4,566 à 4,550 milliards d'années. Par la suite, au stade 5, se produisent des phases primaires d'astéroïdes, entre 4,566 et 4,560 milliards d'années, où des processus d'altération ont débuté.
La base de données minéralogiques Mindat.org recense en 2025, 3 gisements dans le monde. Deux en Russie, et un au Japon. Elle a aussi été détecté sur la météorite de fer d'Ouakit, decouerte en 2015, en Bouriatie, toujours en Russie.

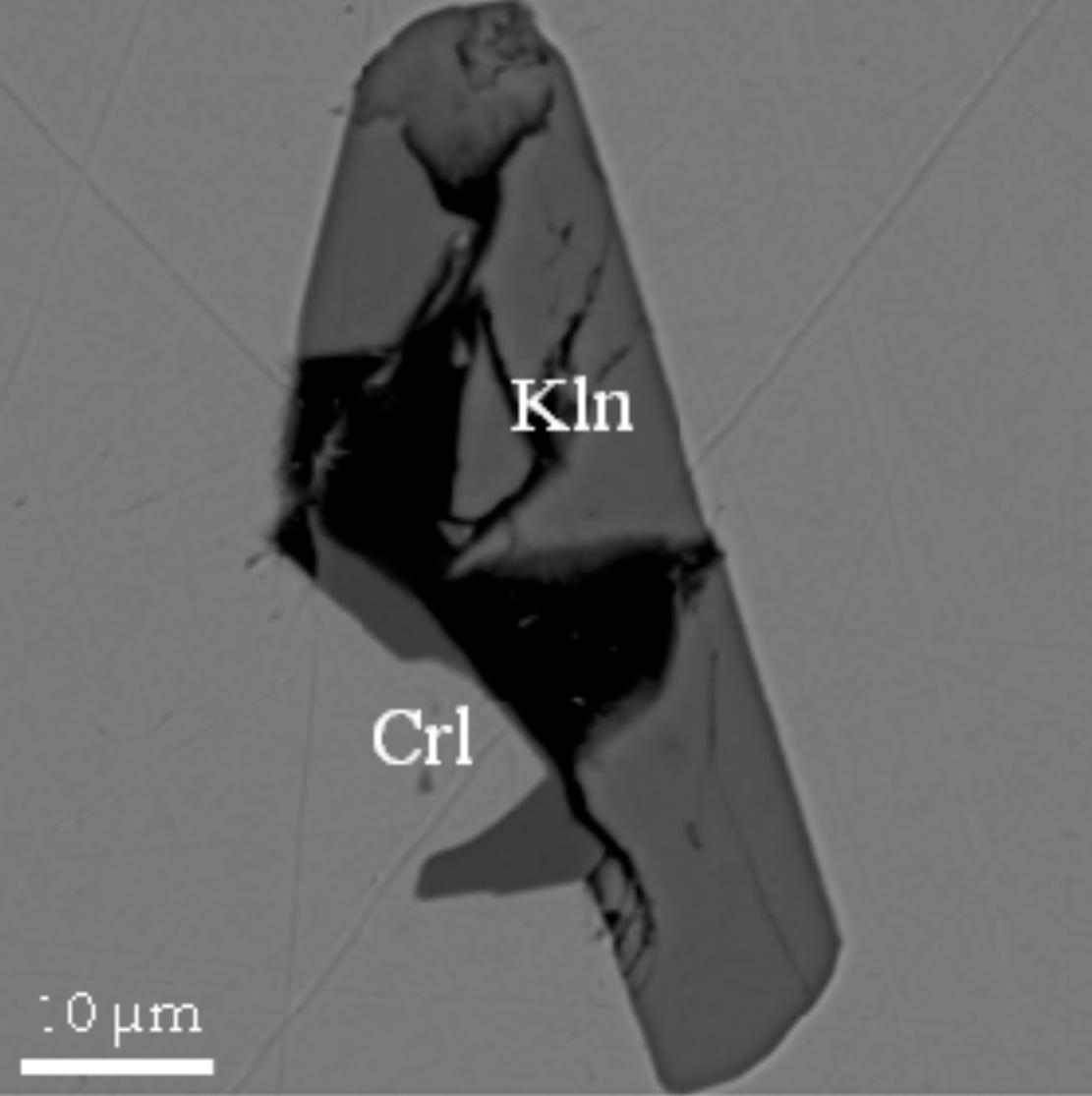
Inclusions et globules mono- et polyminéraliques dans la météorite Fe-Ni-métal (kamacite), d'Uakit (IIAB). Crl—carlsbergite ; Kln—kalininite.